# Модель Бивера
Модель Бивера — модель прогнозирования банкротства, опубликованная американским экономистом Уильямом Бивером в 1966 году.

## История
Американский экономист Уильям Бивер в 1966 году опубликовал свою работу, в которой впервые использовал финансовые коэффициенты для предсказания вероятности наступления банкротства компаний. Выборка включала в себя 79 компаний США, обанкротившихся в 1954—1964 годах. Для каждой обанкротившейся компании в выборку была добавлена компания небанкрот по принципу соответствия.

## Расчёт модели
Модель позволяет оценить финансовое состояние компании с точки зрения её возможного будущего банкротства. Показатели для модели берутся из «Бухгалтерского баланса» (форма № 1), «Отчета о финансовых результатах» (форма № 2) и «Приложения к бухгалтерскому балансу» (форма № 5).
Ульям Бивер предложил пятифакторную систему показателей для оценки финансового состояния предприятия с целью диагностики банкротства:
| Показатель                                                      | Формула расчёта                                            | Способ расчета                             | Группа 1 Благополучные компании | Группа 2 за 5 лет до банкротства | Группа 3 за 1 год до банкротства |
| --------------------------------------------------------------- | ---------------------------------------------------------- | ------------------------------------------ | ------------------------------- | -------------------------------- | -------------------------------- |
| Коэффициент Бивера                                              | (Чистая прибыль + Амортизация)/ Заемные средства           | стр.190(Ф2)+стр.Ф5(393+394)/ стр.(590+690) | 0,40–0,45                       | 0,17                             | (0,15)                           |
| Коэффициент текущей ликвидности                                 | Оборотные активы/ Текущие обязательства                    | стр. 290/ стр. (610 + 620 + 630 + 660)     | <3,2                            | <2                               | <1                               |
| Экономическая рентабельность                                    | Чистая прибыль/ Сумма активов                              | стр. 190(Ф2)/ стр. 300                     | 0,6—0,8                         | 0,4                              | (0,22)                           |
| Финансовый леверидж                                             | Заёмный капитал/ Баланс                                    | стр. (590 + 690)/ стр. 700                 | <0,37                           | <0,5                             | <0,8                             |
| Коэффициент покрытия активов собственными оборотными средствами | (Собственный капитал − Внеоборотные активы)/ Сумма активов | стр. (490 − 190)/ стр. 300                 | 0,4                             | <0,3                             | (0,06)                           |

## Критика модели
Преимущества модели:
- простота расчетов;
- использование показателя рентабельности активов и вынесение суждения о сроках наступления банкротства;
- длительный горизонт прогнозирования, отсутствие весовых коэффициентов.

Недостатки модели:
- используется небольшое количество показателей, отсутствует интегральная оценка;
- субъективность с определением финансового состояния по каждому показателю отдельно, что даёт общий интуитивный характер;
- субъективность выводов при разнящихся показателях значений коэффициентов;
- нет итогового показателя риска банкротства, что ведёт к сложности интерпретации результатов и нет учёта отраслевой и региональной специфики деятельности предприятия.